# رضوان (نهبندان)
رضوان یک روستا در ایران است که در بخش شوسف شهرستان نهبندان در استان خراسان جنوبی واقع شده‌است.

## جمعیت
این روستا در دهستان عربخانه قرار دارد و براساس سرشماری مرکز آمار ایران در سال ۱۳۸۵، جمعیت آن ۱۵ نفر (۶ خانوار) بوده‌است.